# Линия Метрополитен

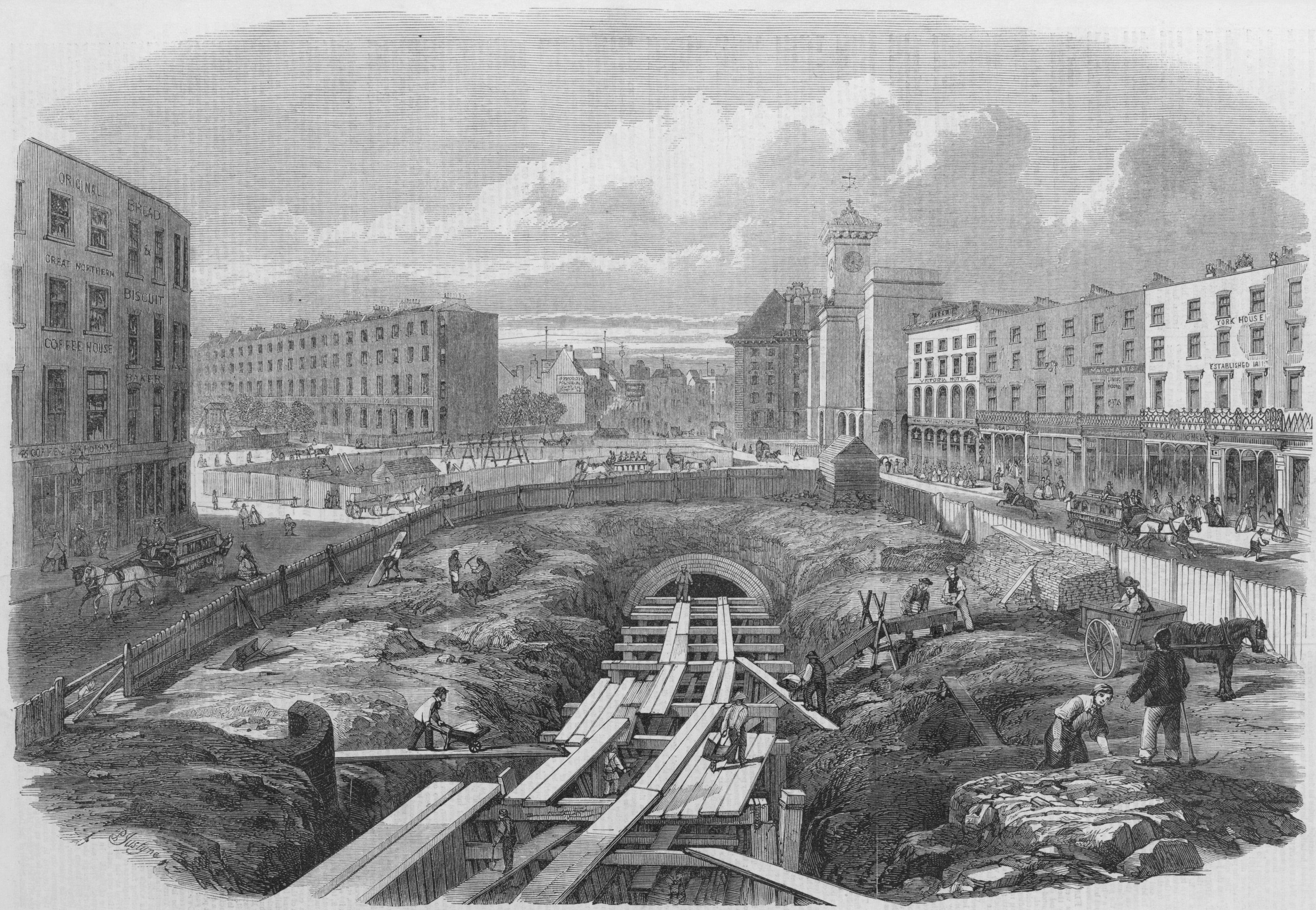
Строительство линии Метрополитен в 1861 году

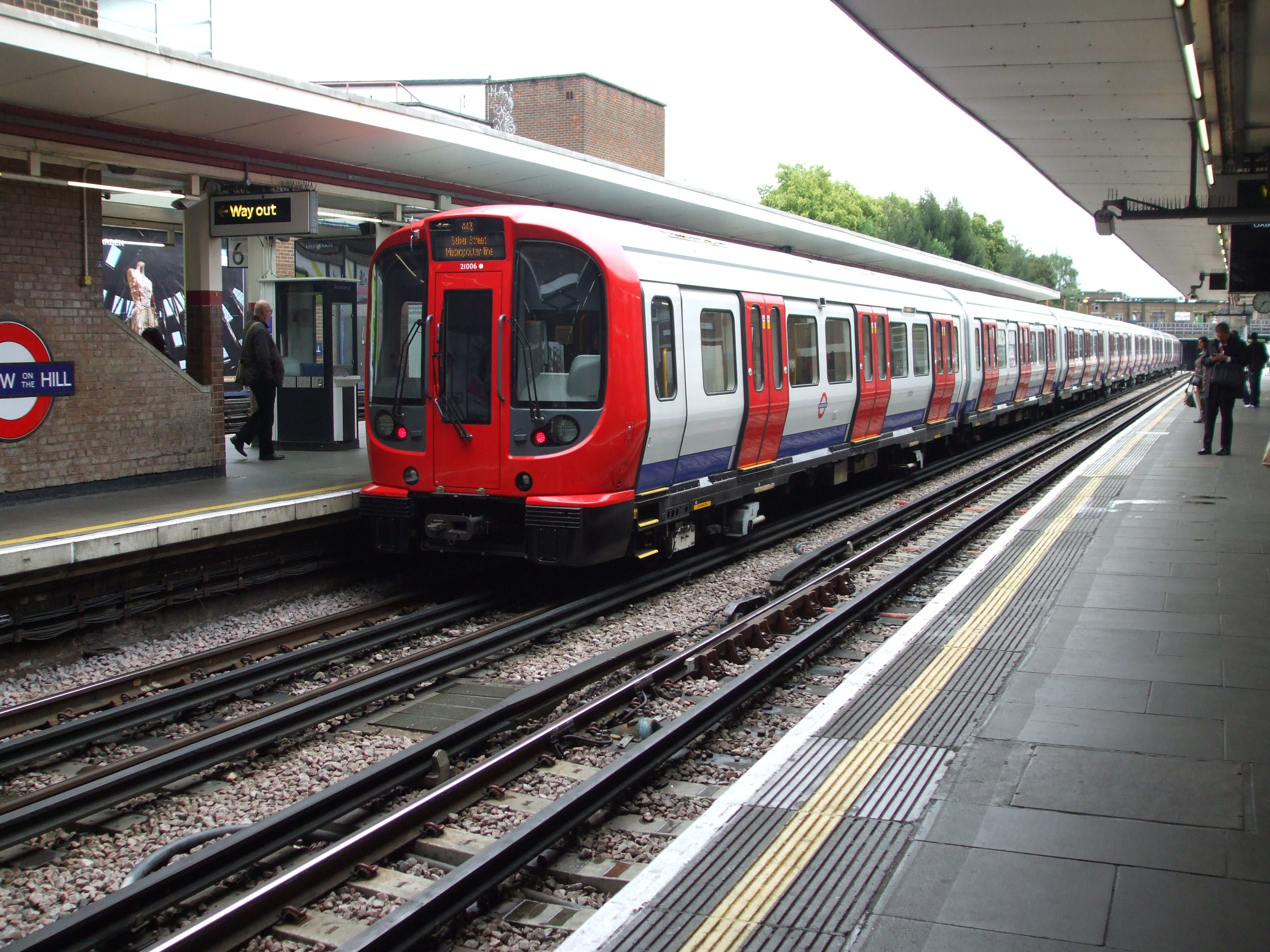
Поезд S Stock на станции Харроу-он-зе-Хилл

Метропо́литен (англ. Metropolitan, сокращённо — Met) — линия Лондонского метрополитена, обозначенная на схеме тёмно-пурпурным цветом — Magenta. Несмотря на то, что является первой в мире линией метрополитена — открыта 10 января 1863 года,  её старейший участок, находящийся между станциями «Фаррингдон» и «Паддингтон», сегодня не принадлежит ей, обслуживаясь поездами линий Хаммерсмит-энд-Сити, Дистрикт и Кольцевой.
Хотя является первой в мире линией метрополитена, заложивший основы метростроения изобретатель Марк Изамбард Брюнель, изготовивший проходческий щит, планировал применить проект в Санкт-Петербурге, построив тоннель под Невой, однако идея осталась нереализованной в связи со смертью императора Александра I.
Основной участок проложен между станцией «Олдгейт» в Лондонском Сити и станцией «Амершем» с ответвлениями до Аксбриджа, Вэтфорда и Чешема. Из 34 станций на линии только 9 находятся под землёй.
Линия является одной из двух, выходящих за пределы Большого Лондона и окружной дороги.